# Generalstabsstiftung
Die Generalstabsstiftung war eine Stiftung, die durch den deutschen Kaiser Wilhelm I. begründet wurde.
Durch Gesetz vom 31. Mai 1877 erhielt der Kaiser 300.000 Mark aus dem Reingewinn des vom Großen Generalstab herausgegebenen Werkes Der Deutsch-Französische Krieg 1870–71 für die Gründung einer Stiftung. Nach dem Statut vom 21. März 1878 bezweckte die aus der Summe begründete Generalstabsstiftung durch Verwendung des Stiftungsvermögens im Interesse des Generalstabs der preußischen, bayerischen, sächsischen und württembergischen Armeen 
- militär-wissenschaftliche Zwecke zu fördern,
- junge und strebsame Offiziere und Beamte der genannten Armeen in ihrem Beruf zu unterstützen und
- ihnen oder ihren Hinterbliebenen bei unverschuldeten Verlusten, Krankheiten und Unglücksfällen zeitweilige Unterstützung zu leisten.

Durch die Gesetze vom 12. Juli 1884 und 12. April 1888 wurde der Generalstabsstiftung auch der über 300.000 Mark hinausgehende Reingewinn aus dem Verkauf obigen Werkes sowie aus allen nach dem Erlass des Gesetzes vom 12. Juli 1884 erschienenen und noch erscheinenden kriegsgeschichtlichen Veröffentlichungen überwiesen.